# Ernst von Hohenberg
Il principe Ernst von Hohenberg (Ernst Alfons Franz Ignaz Joseph Maria Anton von Hohenberg; Beneschau, 27 maggio 1904 – Graz, 5 marzo 1954) è stato un nobile austriaco, secondogenito di Francesco Ferdinando d'Austria-Este, erede al trono d'Austria-Ungheria e di molti altri regni della penisola balcanica, la cui morte per omicidio, compiuto da Gavrilo Princip, segnò l'inizio della prima guerra mondiale.

## Biografia
Il principe Ernst nacque il 27 maggio 1904 in Boemia nella tenuta di Konopiště, vicino a Beneschau. Il padre era Francesco Ferdinando d'Austria-Este, erede al trono d'Austria-Ungheria e duca titolare del Ducato di Modena e Reggio in quanto erede designato da Francesco V d'Austria-Este, che ne fu ultimo duca regnante.
In seguito all'assassinio dei suoi genitori, che fu causa scatenante della Grande Guerra, Ernst e i suoi fratelli, Sophie e Maximilian, furono accolti dallo zio, il principe Jaroslav del Casato Thun-Hohenstein.
Sul finire del 1918, le proprietà in Cecoslovacchia degli Hohenberg, tra cui il Castello di Konopiště e il Castello di Chlumec nad Cidlinou, furono confiscate; Ernst e i suoi fratelli pertanto si trasferirono a Vienna nel Castello di Artstetten.
Nel 1938, in seguito all'Anschluss, alcuni membri del Casato di Hohenberg furono arrestati. Il principe Ernst fu inviato nel campo di concentramento di Dachau con suo fratello Maximilian.
Il principe Ernst fu successivamente trasferito in altri campi e fu liberato nel 1943.

## Discendenza
Sposò nel 1936 Marie-Thérèse Wood (1910–1985); dal matrimonio nacquero: 
- Franz Ferdinand (1937-1978), sposò Christiane Pirker
- Ernst (1944-2023), sposato in prime nozze con Patricia Anette Caesar ed in seconde nozze con Margareta Anna Ndisi

## Ascendenza
|                                           |                         |                                       | Genitori                                    |  |  | Nonni |  |  | Bisnonni                         |  |  | Trisnonni                     |  |
|                                           |                         |                                       |                                             |  |  |       |  |  | Francesco Carlo d'Asburgo-Lorena |  |  | Francesco II d'Asburgo-Lorena |  |
|                                           |                         |                                       |                                             |  |  |       |  |  | Francesco Carlo d'Asburgo-Lorena |  |  | Francesco II d'Asburgo-Lorena |  |
|                                           |                         | Maria Teresa di Borbone-Due Sicilie   |                                             |  |  |       |  |  | Francesco Carlo d'Asburgo-Lorena |  |  |                               |  |
| Carlo Ludovico d'Asburgo-Lorena           |                         |                                       |                                             |  |  |       |  |  | Francesco Carlo d'Asburgo-Lorena |  |  |                               |  |
|                                           |                         | Sofia di Baviera                      | Massimiliano I di Baviera                   |  |  |       |  |  |                                  |  |  |                               |  |
|                                           |                         | Sofia di Baviera                      | Massimiliano I di Baviera                   |  |  |       |  |  |                                  |  |  |                               |  |
|                                           |                         | Sofia di Baviera                      | Carolina di Baden                           |  |  |       |  |  |                                  |  |  |                               |  |
| Francesco Ferdinando d'Asburgo-Este       |                         | Sofia di Baviera                      |                                             |  |  |       |  |  |                                  |  |  |                               |  |
|                                           |                         | Ferdinando II delle Due Sicilie       | Francesco I delle Due Sicilie               |  |  |       |  |  |                                  |  |  |                               |  |
|                                           |                         | Ferdinando II delle Due Sicilie       | Francesco I delle Due Sicilie               |  |  |       |  |  |                                  |  |  |                               |  |
|                                           |                         | Ferdinando II delle Due Sicilie       | Maria Isabella di Borbone-Spagna            |  |  |       |  |  |                                  |  |  |                               |  |
| Maria Annunziata di Borbone-Due Sicilie   |                         | Ferdinando II delle Due Sicilie       |                                             |  |  |       |  |  |                                  |  |  |                               |  |
|                                           |                         | Maria Teresa d'Asburgo-Teschen        | Carlo d'Asburgo-Teschen                     |  |  |       |  |  |                                  |  |  |                               |  |
|                                           |                         | Maria Teresa d'Asburgo-Teschen        | Carlo d'Asburgo-Teschen                     |  |  |       |  |  |                                  |  |  |                               |  |
|                                           |                         | Maria Teresa d'Asburgo-Teschen        | Enrichetta di Nassau-Weilburg               |  |  |       |  |  |                                  |  |  |                               |  |
| Ernst von Hohenberg                       |                         | Maria Teresa d'Asburgo-Teschen        |                                             |  |  |       |  |  |                                  |  |  |                               |  |
|                                           | Karl Chotek von Chotkow | Rudolf Chotek von Chotkowa und Wognin |                                             |  |  |       |  |  |                                  |  |  |                               |  |
|                                           | Karl Chotek von Chotkow | Rudolf Chotek von Chotkowa und Wognin |                                             |  |  |       |  |  |                                  |  |  |                               |  |
|                                           | Karl Chotek von Chotkow | Maria Sidonia von Clary und Aldringen |                                             |  |  |       |  |  |                                  |  |  |                               |  |
| Bohuslaw Chotek von Chotkow               | Karl Chotek von Chotkow |                                       |                                             |  |  |       |  |  |                                  |  |  |                               |  |
|                                           |                         | Marie Berchtold von Ungarschitz       | Anton Berchtold von Ungarschitz             |  |  |       |  |  |                                  |  |  |                               |  |
|                                           |                         | Marie Berchtold von Ungarschitz       | Anton Berchtold von Ungarschitz             |  |  |       |  |  |                                  |  |  |                               |  |
|                                           |                         | Marie Berchtold von Ungarschitz       | Marie Anna Franziska Huszár de Szent-Baráth |  |  |       |  |  |                                  |  |  |                               |  |
| Sophie Chotek von Chotkowa                |                         | Marie Berchtold von Ungarschitz       |                                             |  |  |       |  |  |                                  |  |  |                               |  |
|                                           |                         | Joseph Kinsky von Wchinitz und Tettau | Ferdinand Kinsky von Wchinitz und Tettau    |  |  |       |  |  |                                  |  |  |                               |  |
|                                           |                         | Joseph Kinsky von Wchinitz und Tettau | Ferdinand Kinsky von Wchinitz und Tettau    |  |  |       |  |  |                                  |  |  |                               |  |
|                                           |                         | Joseph Kinsky von Wchinitz und Tettau | Maria Charlotte von Kerpen                  |  |  |       |  |  |                                  |  |  |                               |  |
| Wilhelmine Kinsky von Wchinitz und Tettau |                         | Joseph Kinsky von Wchinitz und Tettau |                                             |  |  |       |  |  |                                  |  |  |                               |  |
|                                           |                         | Marie Czernin von Chudenitz           | Volfgang Maria Czernin von Chudenitz        |  |  |       |  |  |                                  |  |  |                               |  |
|                                           |                         | Marie Czernin von Chudenitz           | Volfgang Maria Czernin von Chudenitz        |  |  |       |  |  |                                  |  |  |                               |  |
|                                           |                         | Marie Czernin von Chudenitz           | Antonie of Salm-Neuburg                     |  |  |       |  |  |                                  |  |  |                               |  |
|                                           |                         | Marie Czernin von Chudenitz           |                                             |  |  |       |  |  |                                  |  |  |                               |  |